# Ryūya Yamanaka
Ryūya Yamanaka (jap. 山中 竜也, Yamanaka Ryūya; * 11. April 1995 in Mihara (heute: Mihara-ku, Sakai), Präfektur Osaka, Japan) ist ein japanischer Profiboxer im Strohgewicht und aktueller Weltmeister des Verbandes WBO in jener Gewichtsklasse.

## Karriere
Im Jahre 2011 begann Yamanaka erfolgreich seine Profikarriere. Am 11. November des Jahres 2016 errang er den vakanten OPBF-Titel, als er  gegen Merlito Sabillo einstimmig nach Punkten gewann. Ende August des darauffolgenden Jahres trat Yamanaka gegen seinen Landsmann Tatsuya Fukuhara um den WBO-Weltmeistertitel an und siegte ebenfalls durch einstimmige Punktrichterentscheidung.